# Шевченко, Ольга Николаевна
Ольга Николаевна Шевченко (род. 26 мая 1979 года) — заслуженный мастер спорта России (спортивное ориентирование на лыжах),
чемпионка мира и Европы.

## Биография
Тренером Ольги была ЗТрРФ Г. М. Мельникова.
Норматив мсмк выполнила в Леви в 2005 году,
став третьей на классической дистанции.
В следующем году на чемпионате Европы завоевала бронзу в спринте и золото в эстафете.
В 2007 году на чемпионате мира стала чемпионкой в эстафете.
В 2008 году она завоевывает два серебра чемпионата Европы, а в общем зачёте кубка мира становится третьей. После этих побед Ольга была отмечена почётным званием Заслуженный мастер спорта России.
Десятикратная чемпионка России.
Проживала в городе Ачинске, работала директором ДЮСШ.